# Papežská svrchovanost
Nezaměňovat s: Papežským primátem nebo Časnou mocí Svatého stolce.
Tento článek je o katolickém duchovním učení. O učení o světské moci ve Svaté říši římské viz Univerzální moc.

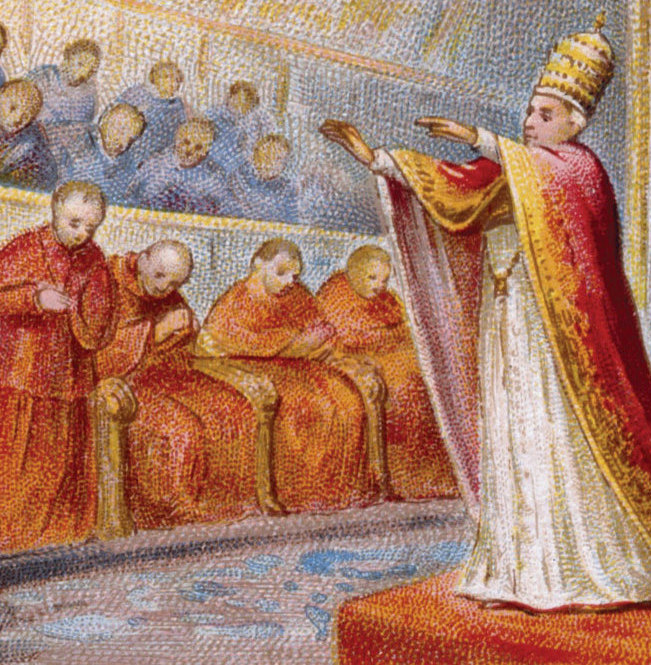
Pius IX. zahajuje první vatikánský koncil (ilustrace). Právě na tomto koncilu byla papežská svrchovanost prohlášena za dogma.

Papežská svrchovanost či papežská nadřazenost je učení katolické církve, podle něhož má papež na základě svého úřadu Kristova náměstka, viditelného zdroje a základu jednoty jak biskupů, tak celého společenství věřících, a jako pastýř celé katolické církve plnou, nejvyšší a univerzální moc nad celou církví, moc, kterou může vždy neomezeně vykonávat: stručně řečeno, „papež má z Božího ustanovení nejvyšší, plnou, bezprostřední a univerzální moc v péči o duše.“
Největší význam mělo toto učení ve vztahu mezi církví a světským státem, například v otázkách církevních privilegií, jednání panovníků a dokonce i nástupnictví. 

## Ustanovení papežské svrchovanosti

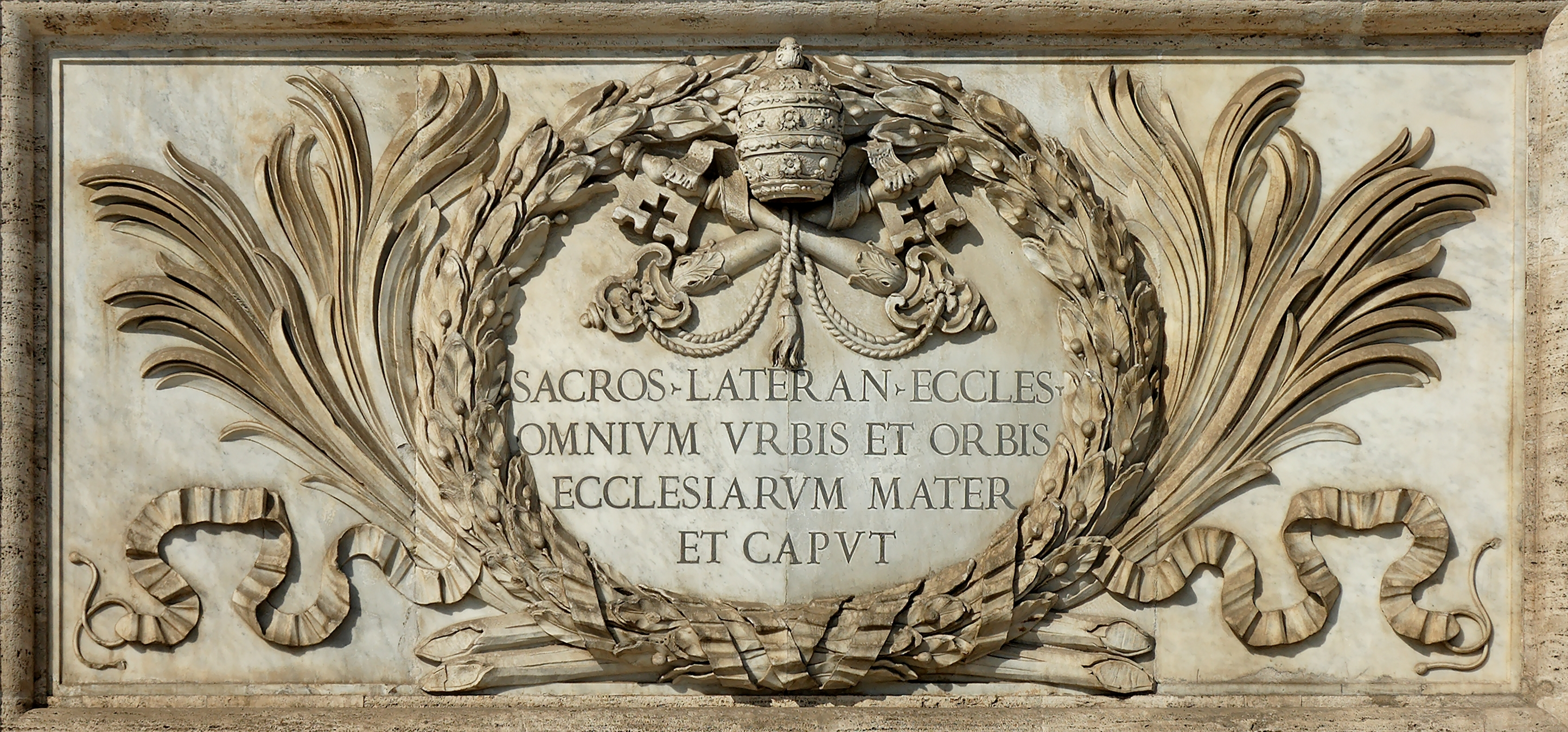
Nápis na průčelí arcibiskupské baziliky svatého Jana na Lateráně, katedrálního kostela římského biskupa: „Sacros(ancta) Lateran(ensis) eccles(ia) omnium urbis et orbis ecclesiarum mater et caput“, což znamená: „Nejsvětější lateránský kostel, matka a hlava všech kostelů ve městě a na světě“.

Katolické učení o papežské svrchovanosti je založeno na myšlence, že ji ustanovil Kristus a že papežská posloupnost sahá až k apoštolu Petrovi v 1. století. Autorita tohoto postavení je odvozena z Petrova vyznání, které je doloženo v Mt 16, 17–19 (Kral, ČEP), kdy na Petrovo uznání Ježíše za Mesiáše a Božího Syna, které mnozí spojují s Ježíšovým božstvím, Ježíš odpověděl: 
„Blaze tobě, Šimone Jonášův, protože ti to nezjevilo tělo a krev, ale můj Otec v nebesích. A já ti pravím, že ty jsi Petr; a na této skále zbuduji svou církev a brány pekel ji nepřemohou. Dám ti klíče království nebeského, a co odmítneš na zemi, bude odmítnuto v nebi, a co přijmeš na zemi, bude přijato v nebi.“
Antiochijský biskup Ignác Antiochijský kolem roku 100 popsal římskou církev jako „předsedající“ a „zaujímající první místo“.
Učenci jako Francis A. Sullivan tvrdí, že až do roku 150 n. l. neexistoval jediný „biskup“ Říma a že v prvních třech stoletích neexistovalo žádné papežství. Sullivan „vyjádřil souhlas s konsensem učenců, že dostupné důkazy naznačují, že římskou církev vedlo kolegium presbyterů, a nikoli jediný biskup, přinejmenším po několik desetiletí druhého století“.
Raymond E. Brown sice uznává vývojový aspekt biskupství, ale domnívá se, že první papežové měli mezi presbytery v Římě vysokou autoritu, a proto má smysl mluvit o jejich nástupcích.
Jezuitský historik Klaus Schatz uvádí: „Kdyby se někdo zeptal křesťana v roce 100, 200 nebo dokonce 300, zda je římský biskup hlavou všech křesťanů, nebo zda existuje nejvyšší biskup nad všemi ostatními biskupy a má poslední slovo v otázkách týkajících se celé církve, jistě by odpověděl, že ne.“ Domnívá se, že je tomu tak proto, že podobné otázky předpokládají moderní kategorie, jejichž vývoj si vyžádal určitý čas. Dále vysvětluje, jak byl primát chápán v prvních staletích. Považuje také za pravděpodobné, že „se velmi rychle objevil předsedající neboli ,první mezi rovnýmiʻ“.
V prvních třech stoletích křesťanství církev v Římě zasahovala v jiných společenstvích, aby pomohla řešit konflikty. Na konci prvního století tak učinil v Korintu papež Klement I. Ve třetím století papež Kornelius svolal synodu 60 afrických a východních biskupů a předsedal jí a jeho rival, antipapež Novatian, tvrdil, že „převzal primát“.
Ve složitém vývoji papežské svrchovanosti lze rozlišit dvě základní fáze. 

### První fáze papežské svrchovanosti
Irenej z Lyonu se ve druhém století domníval, že zakladateli církve v Římě byli Petr a Pavel, kteří jmenovali Lina nástupnickým biskupem.
Od počátku svého pontifikátu v roce 401 byl papež Inocenc I. považován za generálního arbitra církevních sporů na Východě i na Západě. Během jeho pontifikátu byl římský apoštolský stolec považován za konečnou instanci pro řešení všech církevních sporů. Jeho komunikace s Victriciem z Rouenu, Exuperiem z Toulouse, Alexandrem z Antiochie a dalšími, stejně jako jeho kroky v souvislosti s odvoláním, které mu předložil Jan Chrysostom proti Theofilovi z Alexandrie, ukazují, že příležitosti tohoto druhu byly četné a rozmanité.
Papež Lev I. významně přispěl k centralizaci duchovní moci v církvi a k potvrzení papežské autority. Římský biskup byl postupně vnímán jako hlavní patriarcha západní církve. Několikrát byl Lev požádán, aby rozhodoval spory v Galii. Jeden z nich se týkal Hilaria z Arles, který odmítl uznat Lvovo soudcovské postavení. Lev se odvolával na dřívější praxi: „A tak bychom chtěli, abyste si vzpomněli, bratři, stejně jako my, že na Apoštolský stolec, v takové úctě, v jaké je držen, se už mnohokrát z mnoha případů obrátili kněží vaší provincie i jiní a poradili se s ním, a v různých odvolacích záležitostech, jak to vyžadoval starý zvyk, rozhodnutí zrušil nebo potvrdil: a tak ,byla zachována jednota ducha ve svazku pokoje Ef 4, 3 (Kral, ČEP)...ʻ,“ když Lev cítil, že jsou ohrožena primátní práva římského biskupa, obrátil se na civilní moc s žádostí o podporu a od Valentiniána III. získal dekret z 6. června 445, který uznával primát římského biskupa na základě Petrových zásluh, důstojnosti města a právních předpisů prvního nicejského koncilu; a stanovil, že provinční správci mohou násilím vydat každého biskupa, který odmítne odpovědět na předvolání do Říma.
Gelasius I., který sloužil v letech 492 až 496, ve sporu s byzantským císařem Anastáziem rovněž bojoval za zachování doktríny papežské svrchovanosti. Tento spor byl počátečním bodem konfliktu mezi Svatým stolcem a říší. 
Od konce 6. do konce 8. století došlo k obratu papežství na Západ a k jeho úniku z podřízenosti autoritě byzantských císařů v Konstantinopoli. Tato fáze bývá někdy nesprávně připisována papeži Řehoři I. (jehož pontifikát se odehrával v letech 590–604), který stejně jako jeho předchůdci představoval pro lid římského světa církev, která byla stále ztotožňována s císařstvím. Na rozdíl od některých z těchto předchůdců byl Řehoř nucen čelit zhroucení císařské moci v severní Itálii. Jako vedoucímu civilnímu úředníkovi říše v Římě mu připadlo převzít civilní správu měst a vyjednávat o ochraně samotného Říma s lombardskými nájezdníky, kteří jej ohrožovali. Další část této fáze nastala v 8. století poté, co nástup nového náboženství islámu oslabil Byzantskou říši a Lombarďané obnovili svůj tlak v Itálii. Papežové nakonec hledali podporu u franských vládců Západu a od franského krále Pipina Krátkého získali první část italských území později známých jako papežský stát. Když papež Lev III. korunoval Karla Velikého, prvního z karolinských císařů, získalo papežství také jeho ochranu.
V listech Druhého ekumenického koncilu v Niceji je římská církev dvakrát označena za „hlavu všech církví“; zároveň je v nich potvrzeno, že Kristus je hlavou církve, a apoštol Petr je označen za „[hlavního] z apoštolů“ – ale když je uveden spolu s Pavlem, jsou společně označeni jako „hlavní apoštolové“.

### Druhá fáze papežské svrchovanosti
Od poloviny 11. století až do poloviny 13. století probíhala druhá velká etapa procesu vzestupu papežské svrchovanosti. Poprvé se vyznačovala v roce 1075 odvážným útokem Řehoře VII. na tradiční praxi, podle níž císař kontroloval jmenování do vyšších církevních úřadů. Tento útok vyvolal vleklé občanské a církevní spory v Německu a Itálii známé jako spor o investituru. Za druhé se vyznačoval tím, že Urban II. zahájil v roce 1095 křížové výpravy, které ve snaze osvobodit Svatou zemi od muslimské nadvlády shromáždily pod papežovým vedením agresivní energii evropské šlechty. Obě tyto snahy, ačkoli nakonec neúspěšné, výrazně posílily papežskou prestiž ve 12. a 13. století. Takoví mocní papežové jako Alexandr III. (r. 1159–1181), Inocenc III. (r. 1198–1216), Řehoř IX. (r. 1227–1241) a Inocenc IV. (r. 1243–1254) měli nad církví primát, kterým se snažili obhájit jurisdikční nadřazenost nad císaři a králi ve světských i duchovních záležitostech. Jak píše Matthew Edward Harris, „celkový dojem, který lze získat, je, že papežství bylo s postupujícím třináctým stoletím popisováno ve stále vznešenějších termínech, ačkoli tento vývoj nebyl ani nejednotný, ani jednotný a často byl reakcí na konflikty, například proti Fridrichu II. a Filipu Velikému“.
Na počátku této fáze obhajoval papežskou svrchovanost Anselm z Canterbury (1093–1109). Anselm trval na svém právu a povinnosti jít do Říma a přijmout pallium, které symbolizovalo jeho metropolitní autoritu. Král Vilém II. to odmítl povolit, protože dosud neuznal Urbana II. jako protiklad Klementa III. dosazeného Jindřichem IV. císařem Svaté říše římské. Dne 25. února 1095 se v Rockinghamu konal koncil, na němž Anselm v projevu odvážně obhájil Urbanovu autoritu a vydal svědectví o učení o papežské svrchovanosti. Páni duchovní v čele s biskupem z Durhamu se postavili na stranu krále s argumentem, že Anselmova podpora Francouzi podporovaného papeže Urbana II. proti císařskému papeži Klementu III. z něj činí zrádce království. Světští páni to odmítli a podpořili Anselma, protože nebyl předložen žádný důkaz o zločinu. O dva roky později Anselm znovu usiloval o cestu do Říma. Anselm si mohl vybrat, zda zůstane a vzdá se práva na odvolání do Říma, nebo odejde a král mu zabaví canterburský stolec, a tak v říjnu 1097 odešel.

### Galikanismus
Galikanismus bylo hnutí ve Francouzském království, jehož cílem bylo posílit práva státu a poškodit práva katolické církve ve Francii. 
Příkladem galikanismu byl spor mezi francouzským králem Ludvíkem XIV. a Svatým stolcem o aplikaci boloňského konkordátu z roku 1516 poté, co Ludvík XIV. rozšířil v roce 1673 droit de régale na celé Francouzské království. Spor vedl k deklaraci francouzského kléru z roku 1682, kterou vyhlásilo shromáždění francouzského kléru v roce 1681. Články tvrdily, že civilní moc má absolutní nezávislost; že papež je podřízen všeobecnému koncilu a dekrety kostnického koncilu jsou stále závazné; že výkon papežské moci by měl být upraven církevními kánony a že dogmatická rozhodnutí papeže nejsou neodvolatelná, dokud nejsou potvrzena rozhodnutím celé církve. Apoštolská konstituce Inter multiplices pastoralis officii, kterou papež Alexandr VIII. promulgoval v roce 1690 a která byla zveřejněna v roce 1691, zrušila celé jednání shromáždění z roku 1681 a prohlásila, že prohlášení francouzského kléru je neplatné a neúčinné. V roce 1693 Ludvík XIV. zrušil čtyři články a „napsal odvolávací dopis“ papeži Inocenci XII. Ti členové shromáždění z roku 1681, kteří byli představeni jako kandidáti na uprázdněné biskupské stolce a bylo jim odmítnuto papežské potvrzení jejich jmenování, dostali potvrzení v roce 1693 až poté, co se zřekli všeho, co shromáždění z roku 1681 nařídilo ohledně církevní moci a papežské autority.

### První vatikánský koncil
Hlavní článek: První vatikánský koncil
Na prvním vatikánském koncilu v roce 1870 bylo dále rozvinuto učení o papežském primátu. 
V dogmatické konstituci nazvané Pastor aeternus dosáhl ultramontanismus vítězství nad konciliarismem vyhlášením papežské neomylnosti (schopnost papeže definovat dogmata bez omylu ex cathedra) a papežské svrchovanosti, tj. nejvyšší, plné, bezprostřední a všeobecné řádné jurisdikce papeže.
Pastor aeternus totiž uvádí, že papežská svrchovanost je dogma:
podle svědectví evangelia bylo prvenství v jurisdikci nad univerzální Boží církví bezprostředně a přímo přislíbeno a uděleno blahoslavenému apoštolu Petrovi Kristem Pánem. [...] Proto každý, kdo Petra na tomto stolci vystřídá, získává na základě ustanovení samotného Krista Petrův primát nad celou církví. [... ] Římská církev má svrchovanost řádné moci nad všemi ostatními církvemi a že tato jurisdikční moc římského papeže, která je skutečně apoštolská, je bezprostřední; které jsou všichni, ať už jakéhokoli obřadu a důstojenství, pastýři i věřící, jednotlivě i kolektivně, povinni se z titulu své hierarchické podřízenosti a opravdové poslušnosti podřídit nejen ve věcech, které patří k víře a mravům, ale také v těch, které se týkají kázně a řízení církve na celém světě, aby Kristova církev byla jedním stádem pod jedním nejvyšším pastýřem díky zachování jednoty jak společenství, tak i vyznání téže víry s římským papežem. [...] A protože božským právem apoštolského primátu je římský papež postaven nad všeobecnou církev, dále učíme a prohlašujeme, že je nejvyšším soudcem věřících a že ve všech věcech, jejichž rozhodnutí náleží církvi, se lze obracet na jeho tribunál a že nikdo nemůže znovu otevřít rozsudek Apoštolského stolce, nad jehož autoritu není většího a nikdo nemůže právoplatně přezkoumat jeho rozsudek. Proto se mýlí od správného směru ti, kdo tvrdí, že je dovoleno odvolávat se od rozsudků římských papežů ke œkumenickému koncilu jako k autoritě vyšší, než je autorita římského papeže.
– I. vatikánský koncil, Pastor aeternus, kap. I., III.

### Druhý vatikánský koncil
Na Druhém vatikánském koncilu (1962–1965) se znovu objevila debata o papežském primátu a autoritě a v dogmatické konstituci Lumen gentium bylo učení katolické církve o autoritě papeže, biskupů a koncilů dále rozpracováno. Druhý vatikánský koncil se snažil objasnit ekleziologii uvedenou na prvním vatikánském koncilu. Výsledkem je soubor učení o papežství a biskupství obsažený v Lumen gentium.
Druhý vatikánský koncil potvrdil vše, co učil první vatikánský koncil o papežském primátu, svrchovanosti a neomylnosti, ale přidal důležité body týkající se biskupů. Říká, že biskupové nejsou „vikáři římského papeže“. Při řízení svých místních církví jsou spíše „vikáři a legáty Kristovými“. Dohromady tvoří sbor, „kolegium“, jehož hlavou je papež. Toto biskupské kolegium je zodpovědné za blaho katolické církve. Zde jsou v kostce základní prvky koncilní eklesiologie communio, o níž se tolik diskutovalo a která potvrzuje význam místních církví a učení o kolegialitě.
V pasáži o kolegialitě II. vatikánský koncil učí: „Biskupský sbor či těleso má však pravomoc, jen když se chápe spolu s římským biskupem, Petrovým nástupcem, jakožto hlavou sboru, jehož moc primátu nade všemi, ať pastýři nebo věřícími, zůstává nedotčena. Římský biskup ze svého úřadu Kristova náměstka a pastýře celé církve má totiž nad církví plnou, nejvyšší a všeobecnou pravomoc a je oprávněn ji vždycky svobodně uplatňovat. Biskupský stav však, který je nástupcem sboru apoštolů v učitelském úřadě a v pastýřském vedení, v němž dokonce apoštolský sbor stále trvá, je spolu se svou hlavou, římským biskupem, a nikdy bez této hlavy, také nositelem nejvyšší a plné pravomoci nad celou církví.“ Velká část současné diskuse o papežském primátu se zabývá zkoumáním důsledků této pasáže.
Druhý vatikánský koncil také zdůraznil sensus fidelium jako nositele živé tradice, přičemž slib Petrovi zaručuje, že brány pekelné nepřemohou církev, která je lidem, jenž je živou tradicí. Proto je neomylnost „naukou a příkazem, který je zakořeněn v sensus fidelium a odráží jej.“ Rahner trvá na tom, že papežovy výroky v podstatě závisí na jeho znalosti toho, co živá tradice tvrdí. Při výkonu tohoto dohledu nejde o zjevení, ale o uchránění před omylem. Tato živá tradice byla shromážděna na základě komunikace se všemi biskupy ve dvou případech, kdy papež definoval dogmata mimo koncil, a to Neposkvrněné početí a Nanebevzetí Panny Marie.

## Opozice

### Prvotní církev
Dictatus papae, který někteří připisují papeži Řehoři VII. (11. století), uvádí, že „pouze římský papež může být právem nazýván univerzálním“. Papežové na základě tohoto práva nepoužívali titul „univerzální biskup“. Papež Řehoř I. (6. století) odsoudil používání tohoto výrazu konstantinopolským patriarchou tohoto titulu, a dokonce řekl, že ten, kdo si jej přivlastňuje, „je ve svém vytržení předchůdcem Antikrista“. Podle Johna Normana Davidsona Kellyho Řehoř I. v žádném případě nepopíral univerzální jurisdikci římského biskupa; podle Kellyho Řehoř I. „neúnavně ... prosazoval římský primát a úspěšně udržoval odvolací jurisdikci Říma na východě. ... Řehoř tvrdil, že pověření svatého Petra [např. v Mt 16,18f] činí všechny církve, včetně Konstantinopole, podřízenými Římu“. V roce 1998 Kongregace pro nauku víry vysvětlila, že zatímco každý biskup je subjektem sollicitudo omnium Ecclesiarum (v návaznosti na 2Kor 11, 28 (Kral, ČEP)), „v případě římského biskupa – vikáře Kristova způsobem vlastním Petrovi jako hlavě biskupského kolegia – nabývá sollicitudo omnium Ecclesiarum zvláštní síly, protože je spojeno s plnou a nejvyšší mocí v církvi: skutečně biskupskou mocí, nejen nejvyšší, plnou a všeobecnou, ale také bezprostřední, nad všemi pastýři a ostatními věřícími.“ Sám Řehoř I., ačkoli tvrdil realitu primátu biskupa svého apoštolského stolce, biskupa, který pokračuje v díle svěřeném Petrovi, odmítal užívání titulu „univerzální biskup“, který nazýval „profánním“.

### Protestanti
Hlavní článek: Protestantská opozice vůči papežské nadřazenosti
Protestantský odpor vůči papežské svrchovanosti lze vysledovat až do doby protestantské reformace. První reformátoři, jako například Martin Luther, Filip Melanchton a Jan Kalvín, byli k papežské autoritě velmi kritičtí a považovali ji za odporující učení Písma. Luther zašel tak daleko, že papeže považoval za Antikrista, jak se píše v knize Zjevení.

### Pravoslaví
Hlavní článek: Pravoslavná opozice vůči papežské nadřazenosti
Katolický kardinál a teolog Yves Congar prohlásil:
Východ nikdy nepřijal regulérní jurisdikci Říma a nepodřídil se soudům západních biskupů. Jeho volání o pomoc do Říma nebylo spojeno s uznáním principu římské jurisdikce, ale vycházelo z názoru, že Řím má stejnou pravdu, stejné dobro. Východ žárlivě chránil svůj autonomní způsob života. Řím zasahoval, aby zajistil dodržování právních pravidel, udržel ortodoxii víry a zajistil společenství mezi oběma částmi církve, přičemž římský stolec představoval a zosobňoval Západ... Tím, že Východ přiznával Římu „čestný primát“, se vyhýbal tomu, aby tento primát založil na nástupnictví a stále živé přítomnosti apoštola Petra. Bylo dosaženo modu vivendi, který trval, i když s krizemi, až do poloviny jedenáctého století.
Zkouškou katolicity je dodržování autority Písma a pak svaté tradice církve. Není definována příslušností k nějakému konkrétnímu stolci. Východní pravoslavná církev zastává názor, že nikdy nepřijala papeže jako de iure vůdce celé církve. Všichni biskupové jsou si rovni „jako Petr“, proto je každá církev pod každým biskupem (vysvěceným v apoštolské posloupnosti) plně úplná (původní význam slova katolická – καθολικισμός, katholikismos, „podle celku“).
S odkazem na Ignáce z Antiochie v Listu Smyrňanům „Ať se nic neděje bez biskupa“ Carlton napsal:
Navzdory obecnému mínění slovo katolický neznamená „univerzální“, ale „celý, úplný, nic mu nechybí“. ...Vyznávat církev jako katolickou tedy znamená říkat, že má plnost křesťanské víry. Říci však, že pravoslavná a římská církev tvoří dvě plíce téže církve, znamená popřít, že kterákoli z církví samostatně je katolická v jakémkoli významovém smyslu tohoto slova. To je nejen v rozporu s učením pravoslaví, ale je to v příkrém rozporu s učením katolické církve, která se považovala za skutečně katolickou.
Církev je obrazem Nejsvětější Trojice a odráží skutečnost vtělení.
„Kristovo tělo musí být vždy rovno samo sobě... Místní církev, která zjevuje Kristovo tělo, nemůže být začleněna do žádné větší organizace nebo kolektivity, která by ji učinila katoličtější a jednotnější, a to z toho prostého důvodu, že princip naprosté katolicity a naprosté jednoty je jí již vlastní.“